# John Callcott Horsley

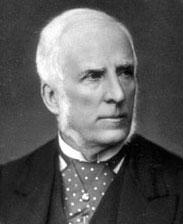
John Callcott Horsley

John Callcott Horsley, född 29 januari 1817, död 18 oktober 1903, var en brittisk målare. Han var son till William Horsley.
Horsley utförde parlamentshusets freskomålningar med historiska motiv. Hans främsta område var dock det humoristiskt sentimentala anekdotmåleriet, delvis med historisk bakgrund. Som porträttmålare skattades Horsley högt för sin fina karakteriseringsförmåga.